# Bandiera delle Isole Cayman
La bandiera delle Isole Cayman fu adottata il 14 maggio 1958 dopo che alla colonia fu ufficialmente assegnato uno stemma. Prima di quella data le isole avevano utilizzato la bandiera della colonia della Giamaica o alternativamente l'Union Jack.
La bandiera è la classica Blue Ensign tipica dei territori britannici d'oltremare recante la bandiera del Regno Unito sul cantone e lo stemma sul lato al vento. Prima del 1999 lo stemma era circondato da un disco bianco che fu poi rimosso e lo stemma fu esteso più del doppio nelle sue dimensioni, nonostante la versione della bandiera con il disco bianco sia ancora molto popolare e tuttora utilizzata in determinate occasioni. Per esempio nel corso delle Olimpiadi del 2004 e del 2008 la rappresentativa delle Cayman sfilò con quella bandiera.
Al pari della maggior parte dei territori britannici d'oltremare, la bandiera del Governatore è un defacimento di quella britannica con lo stemma delle Isole Cayman al centro.

## Uso della bandiera con il disco bianco

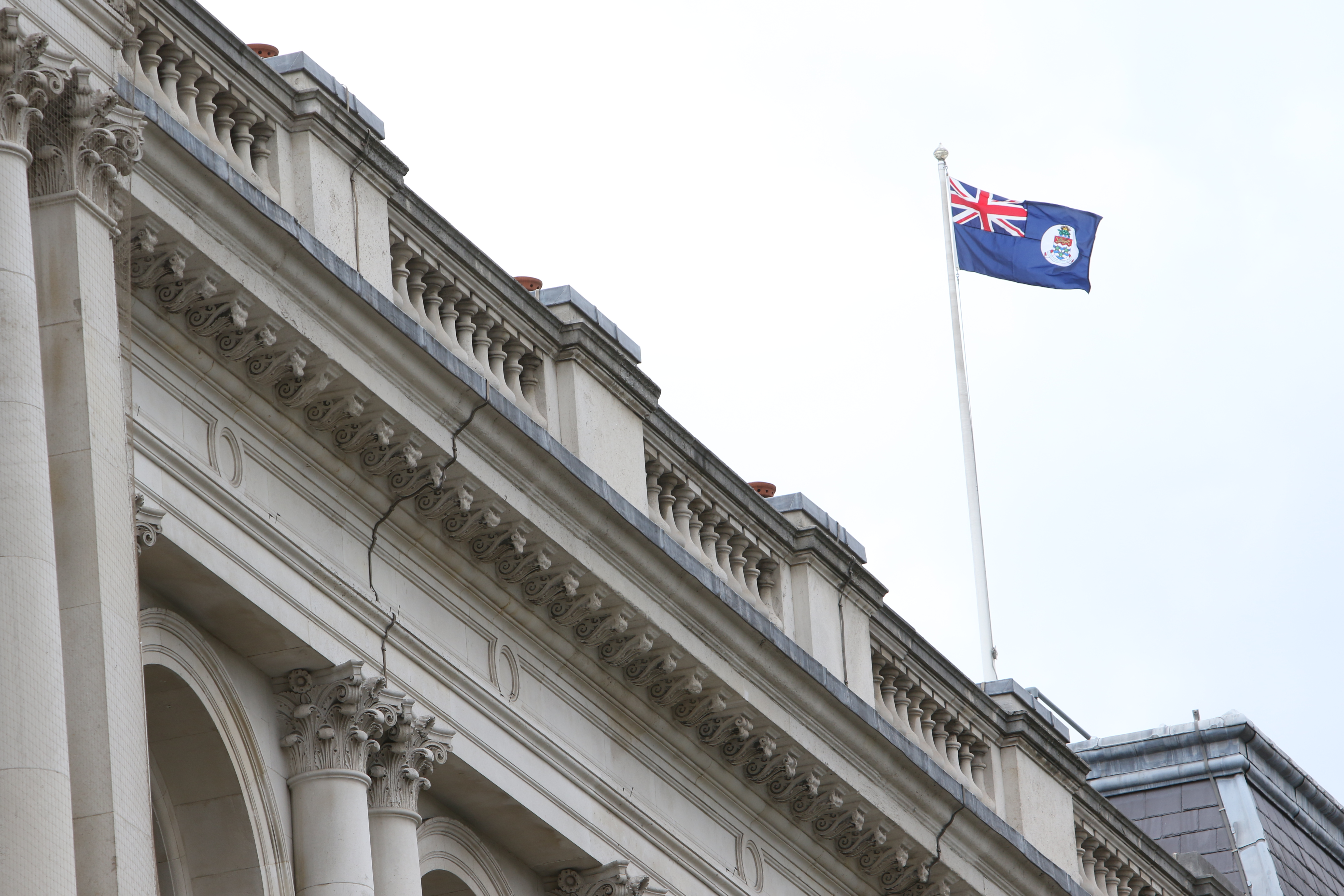
La bandiera con il disco bianco sventola sul Foreign Office di Londra, nel 2016

Nonostante la bandiera sia stata ufficialmente cambiata in 1999, sia la vecchia che la nuova bandiera sono utilizzate in modo intercambiabile a titolo ufficiale. Secondo il governo delle Isole Cayman, la bandiera include il tondo bianco, invariato rispetto a prima del 1999. Il Parlamento delle Isole Cayman ha attribuito la responsabilità della vendita e della produzione di tutte le bandiere nazionali al Museo Nazionale e poiché ritengono corretta la versione con disco bianco, la stragrande maggioranza delle bandiere prodotte ha dischi bianchi. La bandiera col disco bianco viene utilizzata come sfondo per il ritratto ufficiale del 2020 del governatore delle Isole Cayman sul sito web del governo del Regno Unito e per i ritratti della maggior parte dei funzionari governativi.

## Galleria d'immagini

Bandiera usata tra il 1958 e il 1999, tuttora usata e riconosciuta dal governo delle Cayman
La red ensign attualmente in uso
La red ensign in uso tra il 1958 e il 1999 ma ancora utilizzata dal governo
Bandiera del governatore dal 1999